# مرکز کنترل آژانس فضایی اروپا

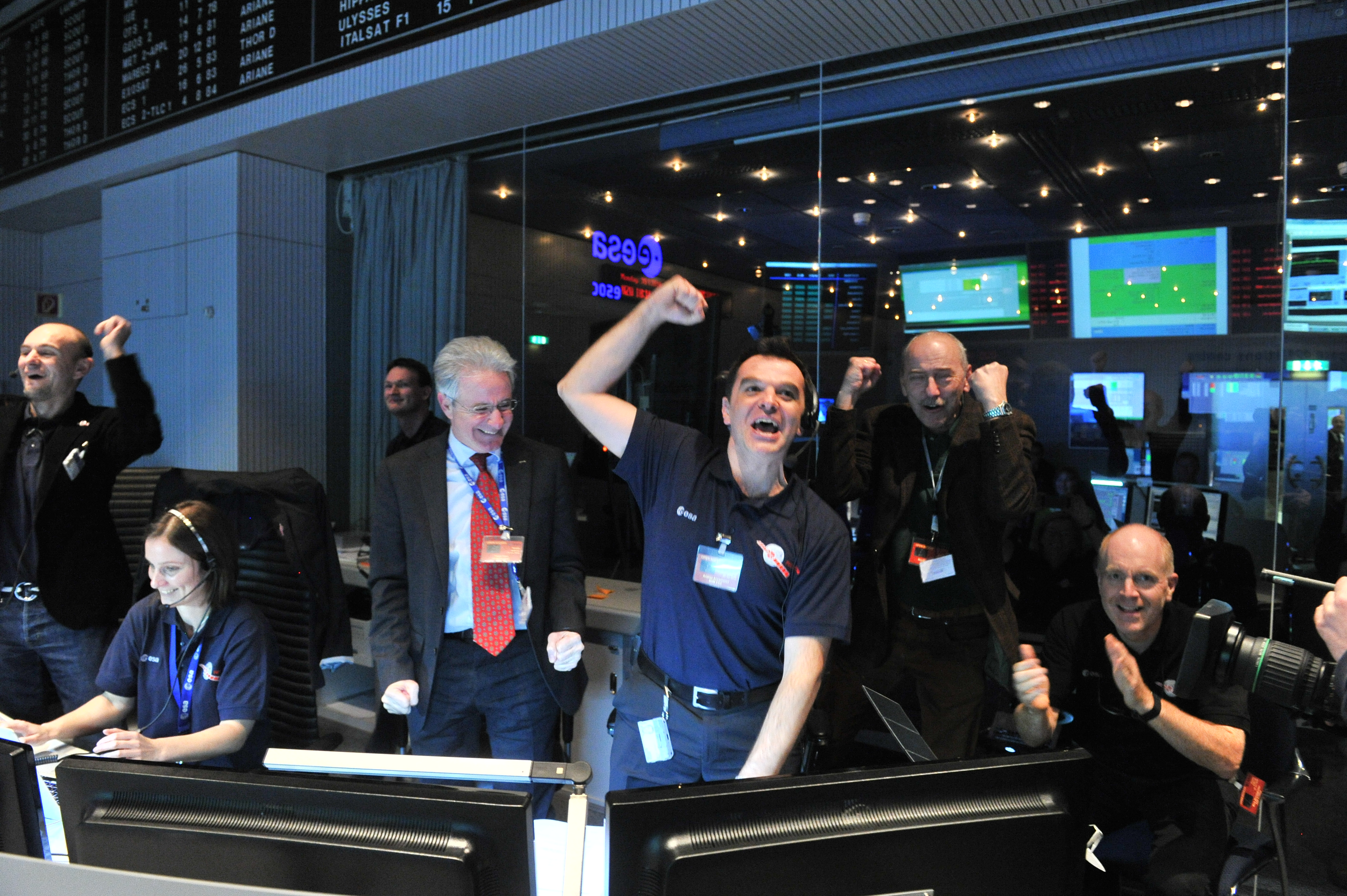
مرکز کنترل آژانس فضایی اروپا دریافت نخستین سیگنال از سطح‌نشین رزتا (ژانویه ۲۰۱۴), اولین مأموریت فرود بر سطح یک دنباله‌دار

مرکز کنترل آژانس فضایی اروپا (به آلمانی: Europäisches Raumflugkontrollzentrum) (به انگلیسی: European Space Operations Centre ESOC))، (ESOC ای‌اس‌اُسی) مرکز اصلی کنترل ماموریت‌ها برای آژانس فضایی اروپا (ESA ای‌اس‌آ) است و در دارمشتات آلمان قرار دارد. هدف اولیهٔ این آژانس فضایی بهره‌برداری از فضاپیمای بدون سرنشین به نمایندگی از سوی (ESA ای‌اس‌آ) و راه‌اندازی و اجرای فاز اولیهٔ مدارگردی (LEOP ال‌ای‌اُ‌پی) برای ماموریت‌های سازمان فضایی اروپا و طرف‌های دیگر (شخص ثالث یا شرکای بین‌المللی) است. این مرکز همچنین مسوول انجام طیف وسیعی از فعالیت‌های دیگر مربوط به اجرای عملیات در اروپا و در همکاری با صنایع سازمان فضایی اروپا و دیگر شرکای بین‌المللی، از جمله مهندسی سیستم‌های زمینی، توسعهٔ نرم‌افزار، دینامیک‌های پرواز و ناوبری، توسعهٔ ابزارهای کنترل مأموریت و تکنیک‌ها و بررسی زباله‌های فضاییاست. فعالیت‌های عمدهٔ فعلی (ESOC ای‌اس‌اُسی) را؛ انجام ماموریت‌های سیاره‌ای و خورشیدی، مانند مارس اکسپرس و روزتا، اخترشناسی و ماموریت‌های در رابطه با فیزیک بنیادی، مانند گایا) و ایکس‌ام‌ام نیوتن، و ماموریت‌های رصدگری زمین مانند کریوسات-۲ و سووارم (فضاپیما) تشکیل می‌دهند.
مرکز کنترل آژانس فضایی اروپا مسوول توسعه، بکارگیری و نگهداری ایستگاه‌های زمینی شبکهٔ اروپایی پیگیریِ (ESTRACK) سازمان فضایی اروپا است. تیم مستقر در مرکز همچنین در پژوهش و توسعه مربوط به مفاهیم پیشرفتهٔ کنترل مأموریت و آگاهی موقعیتی فضا، و فعالیت‌های استانداردسازی مربوط به مدیریت فرکانس؛ عملیات ماموریت؛ ردیابی، تله‌متری و تله‌کامند؛ و زبالهٔ فضایی‌است.

## پیشینه
مرکز عملیات فضایی اروپا به طور رسمی در دارمشتات آلمان در ۸ سپتامبر سال ۱۹۶۷ توسط وزیر وقت وزارت فدرال آموزش و پژوهش (آلمان)، گرهارد اشتولتنبرگ افتتاح شد. نقش آن سازمان ارائه کنترل‌های ماهواره‌ای برای سازمان اروپایی تحقیقات فضایی (ESRO) بود، که امروز به عنوان سازمان جانشین آن، آژانس فضایی اروپا (ESA) شناخته شده‌است.